# 俠客行
《侠客行》是作家金庸的一部武侠小说，曾被多次改编为影視作品。书名取自唐代大诗人李白的同名诗作，而且这首诗在书中更成为武功秘籍的载体。
故事奇趣，浪漫而隱含哲理，是一篇武俠的童話和寓言，主人翁兼具佛道墨三家的感覺，格局仙氣瀰漫，俠義慈悲，佛法無邊，江湖依然險惡可是充滿陽光和樂觀之意，為天龍八部的段譽和虛竹的重新出發，笑傲江湖的前奏，與悲哀黑暗至極（總算苦盡甘來）的連城訣是強烈對比。
出世之時與天龍八部一樣為一部佛書，前者壯闊雄奇悲天憫人，本書活潑自在離苦得樂，不同的角度展現哲學思維與作者感受。

## 出版情况
初次發表為1965年。修訂本二十一回，附《越女剑》。

## 背景设定
以石破天的经历為主線，而由於石破天和石中玉相貌相似（故事暗示可能是孿生兄弟），小說描寫的正是因而引起的種種誤會。本來並無明確時代背景，與另一作品笑傲江湖一樣，基本設定為明朝某時期。
《俠客行》 - 李白
趙客縵胡纓，吳鉤霜雪明。銀鞍照白馬，颯沓如流星。
十步殺一人，千里不留行。事了拂衣去，深藏身與名。
閒過信陵飲，脫劍膝前橫。將炙啖朱亥，持觴勸侯嬴。
三盃吐然諾，五岳倒為輕。眼花耳熱後，意氣素霓生。
救趙揮金錘，邯鄲先震驚。千秋二壯士，烜赫大梁城。
縱死俠骨香，不慚世上英。誰能書閣下，白首太玄經。

## 劇情梗概
一名童丐石破天在一場武林爭鬥中撿了一塊燒餅來吃，誰知燒餅裡藏著謝煙客的“玄鐵令”。謝煙客多年前立誓凡持玄鐵令者，他必完成那人的請求，但石破天遲遲沒有說出請求，為了早日解決玄鐵令問題，謝煙客便教石破天去修炼九死一生的炎炎功，並故意引他走火入魔。後來石破天被人帶到長樂幫，被人誤會為長樂幫幫主石中玉（即石清夫婦的兒子石中玉）雖然他身上的傷痕跟石中玉一樣，但石破天連「一」字都不懂，且和性格好色、殘忍的石中玉截然不同，被石清夫婦當為大病一場後忘掉了。當輪近臘月時，石中玉終於出現，但石破天仍願意以長樂幫幫主身份代替石中玉前住俠客島吃臘八粥。亦因文盲而無意中學到詩中「俠客行」的絕頂神功。石破天等人陪同丁不四和梅文馨等人尋訪梅芳姑時發現梅芳姑是他的養母（當時以為是生母），且是石清夫婦的殺子仇人。梅芳姑自盡後，眾人發現她仍有守宮砂。

## 人物

### 主要人物
- 石破天──書中男主角，與白阿綉相戀。故事暗示他可能是石中玉的胞弟石中堅，與梅芳姑相依為命，從小以為梅芳姑是親娘，被梅芳姑取名為「狗雜種」。個性仁厚老實，「石破天」本是石中玉的化名，因長相貌似石中玉而引來一連串誤會。他從大悲老人中得到泥人，從中習得少林正宗的內功入門，雖然內功心法平平無奇，因謝煙客的故意錯誤引導和一連串的巧合，他不但未有走火入魔反而內功得到飛速增長。他雖然是文盲，但是最後卻因此習得「俠客行」中的武學而成為最絕頂的高手。
- 白阿綉──書中女主角。雪山派「威德先生」白自在之孫女，與石破天相戀。小說中唯一一個可直接分辨出石破天兄弟身份的人（張三李四只是憑武功修為看出）。
- 石中玉──生性好色、虛榮，幼年在雪山派被師父陷害玷污白阿綉，被逼跳崖後輾轉至長樂幫當幫主，因害怕「賞善罰惡令」而躲起來，使石破天被抓來當替死鬼，最後在石破天使用玄鐵令下被謝煙客帶去管教。
- 丁璫──丁不三之孫女，石中玉的情人，一度誤以為石破天為石中玉並與之拜堂成親，但被揭發後她仍愛著石中玉，終兩人於摩天崖上與謝煙客相伴。
- 丁不三──外號「一日不過三」，一日殺人不超過三個，凡事不嘗試超過三次，製作的「玄冰碧火酒」被丁璫拿去調和石破天的陰陽內力。新修版中補充描述其於三兄弟中排行第二，「不三」含意為「不是第三」。
- 丁不四──外號「一日不過四」，擅長「金龍鞭法」，看不慣他人也使用九節鞭，要把使用九節鞭都殺了。新修版中補充描述其於三兄弟中排行第三，「不四」含意為「不是第四」。年青時傾慕史小翠，競爭之下敗於白自在，但年老後仍想邀史小翠往碧螺島作客，了結當年心願。結局與情人梅文馨及女兒梅芳姑平淡生活。
- 石清──上清觀弟子，「玄素莊」莊主，武藝高明，石破天、石中玉的父親，黑白雙劍之一。為人光明磊落，是非分明。
- 閔柔──上清觀弟子，「玄素莊」莊主，「冰霜神劍」，石清之妻，黑白雙劍之一，劍術甚高。

- 謝煙客──外號「摩天居士」。為小說中的絕頂高手之一，亦正亦邪。曾經將三枚玄鐵令贈予三位恩人，持令者可憑此要求他辦一件事，輾轉流傳，到最後由石破天手上收回，被花萬紫言語相逼須履行承諾為石破天辦事，但石破天卻從小就受養母教誨絕不能求人，僵持之下便把石破天攜往摩天崖，並引導錯誤練功望其自行身亡以絕後患。但石破天仍是把他當親人看待，大難不死後終於求了謝煙客一件事，就是將頑劣不堪的石中玉帶回摩天崖管教。
- 白自在──外號「威德先生」，雪山派掌門，武功極高。年輕時因有奇遇服食大雪山頂異蛇蛇膽，使得他在雪山派本不擅長的內功方面修為大增。在丁氏兄弟來訪，妻子史小翠出走，以及阿綉自殺（後來獲救）事變後性情大變，自大成狂，濫殺無辜並直接導致雪山派內亂，後來遇上內力更強的石破天才大徹大悟，甘願取走雪山派賞善罰惡令打算到俠客島領死以作補償。
- 白萬劍──外號「氣寒西北」，白自在及史小翠之子，阿綉之父。率領長支師弟妹前往尋找犯案出走的石中玉。
- 貝海石──外號「著手成春」(因久病成醫深諳醫道)，長樂幫軍師，實質領導者，以五行六合掌成名，因前任幫主司徒橫拒赴俠客島而率眾將之逼走，並扶植其控制下的石中玉上任，後來石中玉出走後，則將錯就錯強說被誤認的石破天為幫主。後來自己出任長樂幫幫主，修煉邪功至走火入魔，預謀炸毀俠客島得逞，最終在石破天的救助下恢復清醒，愧疚中在俠客島了卻生命。

### 次要人物

#### 金刀寨
- 安奉日（金刀寨大寨主）絕技為青龍刀、攔路斷門刀和七十二路劈卦刀，招中含套，套中含式，變化多端。被石清高明的劍法壓服。
- 李大元（金刀寨头领）-被吳道通殺死
- 周牧（金刀寨　鷹爪門）
- 馮振武（金刀寨二寨主）
- 元澄道人（金刀寨三寨主）

#### 雪山派
位處西域大雪山凌霄城，以凌厲的劍法聞名當世
- 第五代掌門：威德先生白自在
- 第五代掌門夫人：史小翠

據史小翠向白阿綉所說，她從小便無父母，是個孤兒。年輕時為武林中受人青睞的美女，尤其被雪山派掌門白自在和六合丁家丁不四愛慕，但史小翠見白自在地位和前途較高，於是嫁給了白自在。素來不喜歡白自在的傲慢自負，但是丁不四的人品更差不得芳心。
史小翠一次與白自在爭執過後，被白自在打了一巴掌，為保顏面，帶阿綉出走雪山派。在雪山派外遊歷江湖時，為打敗白自在，便開始研究專門攻破雪山劍法的金烏刀法。石中玉遭陷強姦阿綉未遂事件爆發後，白自在和史小翠發生口角，打了她一記耳光，史小翠憤怒離去。
祖孫二人離開雪山派後，史小翠修練無妄神功不慎導致動彈不得，又遇到丁不四，被其逼迫上自己居住的碧螺山以如多年的心願，但史小翠始終未曾登島。石破天從中救出史小翠和阿綉，三人流落到紫煙島躲避追捕。起先史小翠以為石破天是石中玉差點取他性命，阿綉直覺認出石破天不是石中玉後，史小翠見石破天能一個晚上就學到不少雪山劍法招式的資質，於是在紫煙島開創金烏派，並收了石破天為徒，也將他改名為史億刀，表示金烏派實力強過雪山派（史是跟姓；億是相對雪山派萬字輩而言；刀是相對白萬劍）。
儘管史小翠自稱為金烏派的祖師婆婆，但仍是雪山派的掌門夫人，尤其在回凌霄城時發生的叛變事件上掌握雪山派的實權。
- 第五代弟子：廖自礪、梁自進、成自學、齊自勉（均為白自在師弟）
- 第六代弟子：氣寒西北白萬劍、寒梅女俠花萬紫、耿萬鐘、王萬仞、柯萬鈞、孫萬年（被丁不三所殺）、褚萬春（被丁不三所殺）、汪萬翼、呼延萬善、聞萬夫、張萬風、李萬山、包萬葉、時萬年、蘇萬虹(封萬里回憶因其觸怒白自在，被白自在所殺)、陸師弟(封萬里回憶中被白自在所殺)、燕師弟(白自在第七弟子，封萬里回憶時曾提及其觸怒白自在而被白自在一掌打到腦漿迸裂慘死)、杜師弟(封萬里師弟，封萬里回憶提到白自在大怒之下削其一條腿)
- 風火神龍封萬里自在的大弟子，劍法剛猛迅捷，如狂風如烈火，與白萬劍齊名為雪山雙傑，被白自在遷怒而失去一條臂膀。
- 第七代弟子：石中玉（已叛逃）、阿綉

門派武功
- 雪山劍法
  - 雪山派鎮派劍術，因為雪山派祖師生性愛梅，七十二路劍法中夾雜梅花、梅萼、梅枝、梅幹的形態，古樸飄逸，兼而有之。被金烏刀法所剋。
- 神倒鬼跌三連環
  - 白自在的得意絕技，一揪、一抓、一絆，接連三招，曾勝過許多高手
- 金烏刀法
  - 白自在妻室史小翠針對雪山劍法所創的刀式，招招剋制雪山劍法，但也能補全其缺陷，因此若刀劍齊使，威力大大增強。

#### 長樂幫
- 司徒橫（『東霸天』『八爪金龍』長樂幫創始幫主，新修版改為『快馬彎刀』）
- 米橫野（長樂幫香主）
- 貝海石（『著手成春』）：長樂幫的重要人物，前幫主司徒橫的副手
- 雲香主（長樂幫香主）
- 侍劍：長樂幫幫主石中玉的貼身丫鬟，經常被石中玉毛手毛腳，多次險些失身於石中玉，但幸於她以死相挾才免於受石中玉侵犯。舊版死於丁噹之手，並嫁禍石破天。新修版則是被石破天所救。)
- 展飛（長樂幫外五堂中豹捷堂香主）鐵沙掌好手，妻子失身於石中玉。
- 邱山風（長樂幫虎猛堂香主）武器為鐵鐧。
- 陳沖之（長樂幫獅威堂）

#### 上清觀
- 天虛（上清觀掌門）
- 沖虛（上清觀）
- 照虛（上清觀）
- 通虛道人（上清觀）
- 靈虛（上清觀）

#### 梅花拳
- 梅文馨：原本隱藏身分，假作其姐妹要來向丁不四報仇，後被丁不四揭穿身份。
- 梅芳姑：梅花拳掌門，丁不四與梅文馨之女，因為愛慕石清，由愛生恨，擄走他們的兒子石破天，取名為狗雜種，扶養其長大。

#### 青城派
- 旭山道長：舊版為川西青城派掌門人，新版則改為崆峒派。多年以前接到賞善罰惡令，因不願前往俠客島以內力將令牌融成廢銅想嚇走張三李四，結果反被張三李四打死。
- 清空：青城派。

#### 俠客島
- 龍島主：絕頂高手，石破天解開俠客行武功後同結義兄弟木島主圓寂。
- 木島主：絕頂高手，石破天解開俠客行武功後同結義兄弟龍島主圓寂。
- 張三：為石破天與李四義兄，俠客島使者手執「賞善罰惡令」，應為龍島主弟子。
- 李四：為石破天義兄；張三義弟，俠客島使者手執「賞善罰惡令」，應為木島主弟子。

#### 少林派
- 妙諦方丈（少林派掌門）
- 普法大師（少林派內武功僅次於妙諦方丈）

#### 其他
- 吳道通（『雙筆』）【手持玄鐵令而被金刀寨追殺，情急之下把玄鐵令藏在燒餅之中。被金刀寨砍成重傷而詐死，醒來後卻發現燒餅被狗雜種撿去，與他爭奪時傷重不治】
- 大悲老人（白鯨島主）【本姓程，死於長樂幫徒眾之手】死前送石破天一盒小泥人
- 成大洋（飛魚幫的幫主）【賞善罰惡使所殺】
- 胡大哥（鐵叉會）
- 癩頭黿王老六（鐵叉會）【被鐵叉會胡大哥殺死】
- 尤得勝（山西伏虎門　鐵叉會會主）【中石破天的毒而死】
- 愚茶道長（武當派掌門）
- 善本長老（五台山）-中惡疾而死
- 苦柏道長（昆崙派）-中惡疾而死
- 莊震中（『一飛沖天』鷹爪門）
- 楊光（江南松江府『銀戟』）
- 范一飛（『遼東鶴』鶴筆門掌門）
- 風良（錦州青龍門的掌門人）
- 呂正平（長白山畔快刀掌門人『紫金刀』）
- 高三娘子（萬馬莊女莊主『飛鳳刀』）
- 西門觀止（『西門秀才』）
- 解文豹
- 聶立人（河北通州聶家拳掌門，表面行善，暗中無惡不作，被俠客島所滅。）
  - 聶宗台(聶立人之子)
  - 聶宗泰(聶立人之子)
- 鄭光芝
- 溫仁厚（山東八仙劍掌門）

## 小说目录
以下回目以“世紀新修版”為準。(舊版：1965年)
第一回 燒餅餡子(舊版：玄鐵令)
第二回 荒唐無恥(舊版：少年闖大禍)
第三回 不求人(舊版：摩天崖)
第四回 搶了他老婆(舊版：長樂幫幫主)
第五回 叮叮噹噹
第六回 腿上的劍疤(舊版：傷疤)
第七回 雪山劍法
第八回 白癡
第九回 大粽子
第十回 太陽出來了(舊版：金烏刀法)
第十一回 毒酒和義兄(舊版：藥酒)
第十二回 兩塊銅牌
第十三回 變得忠厚老實了(舊版：舐犢之情)
第十四回 關東四大門派
第十五回 真假幫主(舊版：真相)
第十六回 凌霄城
第十七回 自大成狂
第十八回 有所求
第十九回 臘八粥
第二十回 「俠客行」
第廿一回 「我是誰？ 」
後記

## 改編作品

### 電影
- 1982年，《俠客行》，香港邵氏電影，導演張徹，郭追飾狗雜種／石中玉，文雪兒飾丁璫

### 電視劇
| 年份          | 1985       | 1989       | 2002                      | 2014         |
| 名稱          | 《俠客行》 | 《俠客行》 | 《俠客行》                | 《新俠客行》 |
| 電視台        | 臺灣華視   | 無綫電視   | 內蒙古電視台              | 大陸央視     |
| 地區          | 台湾       | 香港       | 中國大陸                  | 中國大陸     |
| 集数          | 30         | 20         | 40                        | 32           |
| 監製          |            | 伍潤泉     | 刘瑞 韩国强 朱咏雷 王潞明 | 張紀中       |
| 角色          | 演员       | 演员       | 演员                      | 演员         |
| 石破天 石中玉 | 莫少聪     | 梁朝伟     | 吴健                      | 蔡宜达       |
| 白阿绣        | 趙家蓉     | 陳家碧     | 章艳敏                    | 李净洋       |
| 丁珰          | 趙永馨     | 鄧萃雯     | 周莉                      | 張嘉倪       |
| 侍剑          | 周筱雲     | 郑艳丽     | 邓家佳                    | 王子         |
| 丁不三        | 侯伯威     | 秦煌       | 苏廷石                    | 巴多         |
| 丁不四        | 江生       | 何偉龍     | 李小波                    | 吳廷燁       |
| 石清          | 龙隆       | 朱鐵和     | 姬麒麟                    | 劉錫明       |
| 闵柔          | 叶嘉菱     | 上官玉     | 韩月乔                    | 何佳怡       |
| 谢烟客        | 張復建     | 林聰       | 巴图                      | 徐少強       |
| 白自在        | 雷洪       | 關海山     | 张光正                    | 湯鎮業       |
| 贝海石        | 陆一龙     | 張翼       | 佟又勋                    | 李子雄       |
| 白万剑        | 侯伯威     | 麦天恩     | 郭军                      | 陈保元       |
| 张三          |            | 陈荣峻     | 佟小虎                    | 郑文森       |
| 李四          |            | 欧阳震华   | 孔庆三                    | 许占伟       |
| 龙岛主        |            | 张英才     | 邵万林                    | 王建国       |
| 木岛主        |            |            | 舒耀瑄                    | 赵贵翔       |
| 倪冬儿        |            | 姚正箐     |                           |              |
| 铁珊瑚        |            | 劉淑華     |                           |              |

#### 结局
虽然影视版本都是按照原著拍摄，但结局却有所改动及删除。

### 漫畫
- 《俠客行》：林業慶編繪，黃玉郎監製，玉皇朝出版。

### 游戏
- 1996年起延续至今的MUD游戏《北大侠客行》（源自方舟子团队开发的侠客行）如今依然保有一群活跃玩家。[1]